# Yelva obscura
Yelva obscura là một loài bướm đêm thuộc phân họ Arctiinae, họ Erebidae.